# Erminio Maffioletti
Erminio Maffioletti (Bergamo, 5 ottobre 1913 – Bergamo, 6 febbraio 2009) è stato un pittore e scultore italiano. Fu un artista poliedrico che applicò le proprie capacità, nelle differenti tecniche artistiche. Fu pittore da cavalletto e pure affrescante, realizzatore di grandi mosaici per strutture pubbliche e ceramista, nonché incisore e insegnante d'arte.

## Biografia
Erminio Maffioletti nacque a Bergamo in una cascina in località Malpensata. Dopo le scuole dell'obbligo frequentò la Scuola d’Arte Applicata Andrea Fantoni, contemporaneamente ai corsi serali di Decorazione Pittorica, per poi iscriversi al corso di Nudo dell'Accademia Carrara. I suoi primi lavori furono esposti alla VI Mostra Sindacale Interprovinciale Fascista di Belle Arti di Milano e all'VIIIa Mostra Sindacale dell’Unione Provinciale Fascista Professionisti ed Artisti di Bergamo nel 1935 e 1936.
Negli anni dal 1936 al 1939 si trasferì a Parigi dove, mantenendosi con lavoretti d'imbianchino e decoratore, riuscì a frequentare i corsi di studio presso l'Accademia comunale Petit Toit, e i corsi domenicali della Libera accademia Gadin a Montmartre, riuscendo a esporre alcune delle sue opere al Salon d'Automne nel 1939. I difficili anni della seconda guerra mondiali lo fecero rientrare in Italia. Trascorse poi due anni a Roma trovando lavoro presso un'impresa edile e decorando gli alloggi della caserma di Tarquinia. 
Nel dicembre del 1942 fece ritorno a Bergamo, dove aprì il suo primo studio in via Pignolo, esponendo alla sua prima mostra individuale nel 1944 presso la Galleria Permanente di Bergamo. L'anno successivo partecipò, sempre presso la Galleria Permanente, a una mostra collettiva con Trento Longaretti, Scarpanti Luigi e Alberto Vitali.
Nei primi anni del dopoguerra, Maffioletti fu promotore di diverse iniziative, fra queste la ''Ceramica Artistica Bergamasca con Domenico Rossi suo grande amico. Oltre all'intensa carriera artistica che si sviluppò con numerosi concorsi e mostre, Maffioletti insegnò decorazione pittorica presso la Scuola d'Arte Andrea Fantoni che lo aveva visto alunno, e per un lustro fu assistente di Achille Funi per l’Accademia Carrara di Bergamo, diventandone alcuni anni direttore.
Fu tra i fondatori del Gruppo Bergamo, che univa nel 1959 ben diciannove artisti bergamaschi, con il solo intendo d'interscambio d'idee senza preferenze ma che potevano esporre nei medesimi spazi.

## Stile
Secondo una citazione dell'artista, essere pittore è fare arte, intendendo che praticare l'attività artistica sia un fatto materiale, che richiede una capacità tecnica, più che teorica, pur possedendo una profonda conoscenza della storia dell'arte. Per questo il suo laboratorio artistico fu luogo d'incontro e di studio per numerosi giovani che desideravano avvicinarsi all'arte attiva, pratica. Amava cercare e inventare nuove tecniche per poi tornare alle sue originarie abitudini. Non amando l'esposizione pubblica dichiarò all'inaugurazione di una sua mostra nel 1997 al GAMeC:  io sto bene in un guscio... sto bene isolato!, senza permettere però che le sue idee fossero prevaricate, tanto che Vittorio Fagone lo definì: di una modestia luciferina.
Maffioletti fu un pittore che trovava difficile scegliere tra l'arte figurativa e quella astratta, riteneva che entrambe fossero forme importanti, riuscì quindi a interpretarle entrambe, riteneva fossero importanti i titoli che dovevano condurre l'osservatore al suo libero pensiero 
Elaborò quindi un suo personale metodo per interpretare e rimescolare entrambe le possibilità espressive mantenendo sempre una partenza iconica e informale
La sua arte sarebbe da collegare con quella definita informale che nella seconda metà del XX secolo era presente sia in Francia che in America. La caratteristica di trasformare un soggetto identificato nel titolo, in un elemento astratto e surreale attraverso un passaggio personale e emozionale.

## Opere
Tra le molte opere eseguite dall'artista alcune sono di carattere pubblico:
- 1950 Con Domenico Rossi realizza alcune pitture murali dedicate ai temi del lavoro nell’edificio della Sede della Banca Popolare di Bergam
- 1951 Invitato a partecipare alla Triennale di Milano, partecipa al concorso per le vetrate del duomo di Milano si classifica al 2º posto.
- 1951 Decora il cinema di San Marco a Bergamo con Achille Funi
- 1953 Cinema Arlecchino di Bergamo decorazione scalone e sala cinematografica.
- 1954 Si aggiudica il concorso per la decorazione della sala Maggiore del palazzo della Camera di Commercio di Bergamo. L'opera è stata realizzata con Domenico Rossi.
- Decorazione della galleria degli stemmi sempre per il palazzo della Canera di Commercio con Domenico Rossi.
- Decorazione del soffitto della Galleria Cividini nel condominio Porta Nuova.
- 1962 Pala con Il Crocefisso e Pio X per la nuova parrocchiale della Celadina a Bergamo.
- Collaborazione alla decorazione della sede del Piccolo Credito Bergamasco, su progetto di Enrico Sesti, con un fregio in bassorilievo con rappresentazioni architettoniche e un mosaico raffigurante i mestieri.
- 1963 Vince il concorso per la decorazione parietale dell’atrio del Centro Sportivo Italcementi di Bergamo (Piscine Italcementi).
- 1965-1967 Esegue la monumentale pala in noce scolpito per la chiesa ipogea del Seminario vescovile Giovanni XXIII

## Mostre personali
Alcune delle principali mostre personali e collettive:
- 1935 VI Mostra Sindacale Interprovinciale Fascista di Belle Arti, Palazzo della Permanente, Milano.
- 1936 VIII Mostra Sindacale Fascista di Belle Arti, Chiostro di Santa Marta, Bergamo.
- 1945 I Mostra d’Arte Sacra, Angelicum, Milano - Premio del Ritratto e dell’Autoritratto “Fra’ Galgario”, Palazzo della Ragione, Bergamo.
- 1946 I Mostra Nazionale d’Arte Sacra, Palazzo Tre Passi, Bergamo.
- 1948 I Mostra Nazionale d’Arte Contemporanea, Villa Reale di Milano
- 1948 XXIV Biennale Internazionale d’Arte di Venezia, Venezia.
- 1951 IX Triennale di Milano, Palazzo della Permanente, Milano.
- 1953 Premio di Pittura Dalmine, Dalmine
- 1955 VII Quadriennale Nazionale d’arte di Roma, Palazzo delle Esposizioni, Roma.
- 1957 Artisti del Gruppo Bergamo, Galleria San Fedele, Milano
- 1959 XXI Biennale Nazionale d’arte città di Milano, Palazzo della Permanente, Milano.
- 1961 - personale - Galleria La Bussola, Torino (personale).
- 1962 - personale - Galleria Lorenzelli, Bergamo (personale).
- 1992 Profili. Aspetti della pittura a Bergamo. 1945-1960, La Diade Centro Studi Diffusione Arte Contemporanea, Bergamo.
- 1995 Pittori Bergamaschi di ieri e di oggi, Galleria d’Arte XX Settembre, Bergamo.
- 1996 Maestri e artisti. 200 anni della Accademia Carrara, Ex Chiesa di Sant’Agostino, Bergamo.
- 1997 personale- Opere dal 1962 al 1997, Galleria d’Arte Moderna e Contemporanea (GAMeC), Bergamo.
- 2001 Arte a Bergamo 1945-1959, Palazzo della Ragione, Sala delle Capriate, Bergamo.
- 2002 Arte a Bergamo 1960-1969, Palazzo della Ragione, Bergamo.
- 2004 Artisti del Premio Ulisse - Donazioni e Acquisizioni 2004, Sala Espositiva Camozzi, Bergamo.
- 2006 Spazio Extrarte, I valori della ricerca e del libero confronto, Chiostro Santa Marta, Ex Chiesa San Sisto, Bergamo
- 2006 Pittori del Gruppo Bergamo 1940-1960, La Giardiniera, Settimo Torinese (TO)
- 2006 Pittura figurativa di maestri italiani del Novecento, Centro Culturale San Bartolomeo, Bergamo
- 2006 45º Anniversario Liceo Artistico di Bergamo, Ex Convento di San Francesco, Bergamo.
- 2009 Giuria. La Giuria del Premio Comune di Gorlago in mostra, Sala Civica Comunale, Gorlago (BG).
- 2010 Invito a Palazzo IX edizione. Opere dalla collezione di arte contemporanea della Banca Popolare di Bergamo, Chiostro di Santa Marta
- 2013 personale postuma De Rerum Natura, mostra del Centenario, Sala “Virgilio Carbonari”, Municipio di Seriate (Bergamo)
- Metamorfosi: Opere di Erminio Maffioletti, Sede del Credito Bergamasco, Bergamo.